# Enmore, New South Wales
Enmore este o suburbie în Sydney, Australia.